# Denevér könyvek
A Denevér könyvek a Magyar Hirdető (Mahir Kiadó Kft.) valamint az RTV kiadó (Magyar Rádió és Televízió) könyvsorozata (ISSN: 0864-8247) volt.
Emblémája telihold előtt elrepülő denevért ábrázol. A telihold körül a sorozatcím: Denevér könyvek.
A sorozat szerkesztője Kisbán Gyula volt.
A sorozatban négy alsorozat fedezhető fel. Egy detektívregény sorozat, a kalandos regények, a Simon Templar kalandjai (Charteris, Leslie) kalandregénysorozat és A kínai horoszkóp sorozat.
A kötetek 19 x 13 cm-es méretben jelentek meg egységes hangulatú, színvonalas borítóval.
A kínai horoszkóp című alsorozatban a borítón az adott kínai jegyben szereplő állat hasonló színvonalon mint a többi kötetnél. Háttérként Jin-jang szimbólum grafikája szerepel.

## Szerzők
A sorozat szerzői között olyan neves, mára klasszikussá vált írókkal találkozhatunk, mint Rudyard Kipling, H. Rider Haggard, Gaston Leroux, Edgar Wallace, Dashiell Hammett Leslie Charteris.
A magyarok közül csak Aczél Lajos szerepel néhány regényével Louis Lucien Rogger álnevén. (Aczél László csak a hatás kedvéért lett feltüntetve fordítóként.)

## A sorozat kötetei
A kalandos regények sorozat
| Szám | Év   | Író                   | Írói név, álnév, névváltozat | Cím (eredeti cím); fordító                                                  | Oldal   | Megjegyzés         |
| ---- | ---- | --------------------- | ---------------------------- | --------------------------------------------------------------------------- | ------- | ------------------ |
| 1.   | 1989 | Kipling, Rudyard      |                              | Kim (Kim, 1901); fordította: Bartos Zoltán                                  | 275     | ISBN 963-0264-38-2 |
| 2.   | 1989 | Haggard, H. Rider     | Rider Haggard                | Cleopatra; fordította: Laky Géza                                            | 253     | ISBN 963-0264-39-0 |
| 3.   | 1989 | Haggard, H. Rider     |                              | A sárga isten (The Yellow God); fordította: Turchányi Tihamér               | 195     | ISBN 963-7860-02-9 |
| 4.   | 1989 | Forester, Cecil Scott |                              | Őfelsége kapitánya I-II. (Captain Hornblower); fordította: Juhász Vilmos    | 335+355 | ISBN 963-7860-03-7 |
| 5.   | 1989 | Leroux, Gaston        |                              | A Nap felesége (L'épouse du soleil); fordította: Laky Margit                | 186     | ISBN 963-7860-04-5 |
| 6.   | 1989 | Gardner, Craig Shaw   |                              | Batman - A Denevérember (Batman); fordította: Threton Judit (Trethon Judit) | 208     | ISBN 963-7860-04-5 |

A detektívregény sorozat
| Szám | Év   | Író                 | Írói név, álnév, névváltozat | Cím (eredeti cím); fordító                                          | Oldal | Megjegyzés         |
| ---- | ---- | ------------------- | ---------------------------- | ------------------------------------------------------------------- | ----- | ------------------ |
| 1.   | 1989 | Aczél Lajos         | Rogger, Louis Lucien         | A grenoble-i gyors ; fordította: Aczél László (Aczél Lajos álneve)  | 207   | ISBN 963-0264-33-1 |
| 2.   | 1989 | Aczél Lajos         | Rogger, Louis Lucien         | Három csepp vér; fordította: Aczél László (Aczél Lajos álneve)      | 201   | ISBN 963-0264-34-X |
| 3.   | 1989 | Wallace, Edgar      |                              | A kalandor (Kate, Plus Ten, 1919); fordította: Havas József         | 191   | ISBN 963-0264-35-8 |
| 4.   | 1989 | Wallace, Edgar      |                              | A titokzatos ház (The Secret House); fordította: Házsongárdy Gábor  | 191   | ISBN 963-02-6436-6 |
| 5.   | 1989 | Wallace, Edgar      |                              | A kék kéz (The Blue Hand, 1925); fordította: György Oszkár          | 244   | ISBN 963-0264-37-4 |
| 6.   | 1989 | Walsh, James Morgan | Walsh, J. M.                 | Az ezüst agár (The Silver Geyhound); fordította: ifj. Kertész Árpád | 182   | ISBN 963-7860-00-2 |
| 7.   | 1990 | Hammett, Dashiell   |                              | Az átok (The Dain Curse); fordította: László Erzsébet               | 204   | ISBN 963-7252-72-X |
| 8.   | 1990 | Aczél Lajos         | Rogger, Louis Lucien         | Randevú a halállal; fordította: Aczél László (Aczél Lajos álneve)   | 175   | ISBN 963-7860-06-1 |
| 9.   | 1990 | Aczél Lajos         | Rogger, Louis Lucien         | Csalni és meghalni ; fordította: Aczél László (Aczél Lajos álneve)  | 165   | ISBN 963-7860-09-6 |

Simon Templar kalandjai sorozat
| Szám | Év   | Író               | Írói név, álnév, névváltozat | Cím (eredeti cím); fordító | Oldal | Megjegyzés         |
| ---- | ---- | ----------------- | ---------------------------- | --- | ----- | ------------------ |
| 3.   | 1990 | Charteris, Leslie | Charteris, L.                | Az Angyal az ördög ellen (Simon Templar kalandjai 3.) (The Saint closes the case); fordította: Horváth Gabriella                                                                         | 165   | ISBN 963-7860-28-2 |
| 4.   | 1990 | Charteris, Leslie |                              | Az angyal bosszúja (Simon Templar kalandjai 4.) (Knight Templar); fordította: Trethon Judit                                                                                              | 169   | ISBN 963-7860-29-0 |
| 9.   | 1990 | Charteris, Leslie |                              | Az Angyal a Scotland Yard ellen / Az Angyal beavatkozik (Simon Templar kalandjai 9.) (The Saint versus Scotland Yard / Once more the Saint); fordította: Révész Györgyné / Trethon Judit | 282   | ISBN 963-7860-07-X |
| 10.  | 1990 | Charteris, Leslie |                              | Az Angyal menekül (Simon Templar kalandjai 10.) (The Getaway); fordította: Tábori Pál | 150   | ISBN 963-7860-08-8 |

A kínai horoszkóp sorozat
| Szám | Év   | Író               | Írói név, álnév, névváltozat | Cím (eredeti cím); fordító                               | Oldal | Megjegyzés         |
| ---- | ---- | ----------------- | ---------------------------- | -------------------------------------------------------- | ----- | ------------------ |
| 1.   | 1990 | Aubier, Catherine |                              | A kecske - A kínai horoszkóp; fordította: Dávid Lenke    | 130   | ISBN 963-72-5257-6 |
| 2.   | 1990 | Aubier, Catherine |                              | A sárkány - A kínai horoszkóp; fordította: Balla Katalin | 88    | ISBN 963-72-5258-4 |
| 3.   | 1990 | Aubier, Catherine |                              | A patkány - A kínai horoszkóp; fordította: Balla Katalin | 132   | ISBN 963-72-5259-2 |
| 4.   | 1990 | Aubier, Catherine |                              | A majom - A kínai horoszkóp; fordította: Dávid Lenke     | 132   | ISBN 963-72-5260-6 |
| 5.   | 1990 | Aubier, Catherine |                              | A kakas - A kínai horoszkóp; fordította: Balla Katalin   | 132   | ISBN 963-72-5261-4 |
| 6.   | 1990 | Aubier, Catherine |                              | A kutya - A kínai horoszkóp; fordította: Balla Katalin   | 130   | ISBN 963-72-5262-2 |
| 7.   | 1990 | Aubier, Catherine |                              | A vaddisznó - A kínai horoszkóp; fordította: Dávid Lenke | 132   | ISBN 963-72-5263-0 |
| 8.   | 1990 | Aubier, Catherine |                              | A tigris - A kínai horoszkóp; fordította: Dávid Lenke    | 130   | ISBN 963-72-5264-9 |
| 9.   | 1990 | Aubier, Catherine |                              | A ló - A kínai horoszkóp; fordította: Dávid Lenke        | 132   | ISBN 963-72-5265-7 |
| 10.  | 1990 | Aubier, Catherine |                              | A macska - A kínai horoszkóp; fordította: Balla Katalin  | 132   | ISBN 963-72-5266-5 |
| 11.  | 1990 | Aubier, Catherine |                              | A bivaly - A kínai horoszkóp; fordította: Balla Katalin  | 132   | ISBN 963-72-5267-3 |
| 12.  | 1990 | Aubier, Catherine |                              | A kígyó - A kínai horoszkóp; fordította: Balla Katalin   | 130   | ISBN 963-72-5268-1 |